# Португальский военный контингент в Афганистане
Португальский военный контингент в Афганистане — подразделение вооружённых сил Португалии, действовавшее в Афганистане.

## История
Португалия принимала участие в операции с 2003 года, когда первые 10 военнослужащих прибыли для охраны аэропорта в Кабуле.
18 ноября 2005 года в районе Кабула патрульная машина португальского контингента (в это время насчитывавшего 196 военнослужащих и обеспечивавшего охрану столичного аэропорта) подорвалась на мине, взрывом был убит 1 и ранены ещё три военнослужащих Португалии, а также выведено из строя транспортное средство.
По состоянию на 1 августа 2013 года, численность контингента составляла 165 военнослужащих.
28 декабря 2014 года командование НАТО объявило о том, что операция "Несокрушимая свобода" в Афганистане завершена. Тем не менее, боевые действия в стране продолжались и иностранные войска остались в стране - в соответствии с начатой 1 января 2015 года операцией «Решительная поддержка», хотя общая численность войск была уменьшена. Изначально, в феврале 2015 года в стране было оставлено 10 военнослужащих, но позднее численность контингента была восстановлена.
В июле 2018 года численность португальского военного контингента составляла 193 военнослужащих, в феврале 2020 года - 188 военнослужащих.
В феврале 2021 года численность военного контингента Португалии составляла 174 военнослужащих.
14 апреля 2021 года президент США Джо Байден объявил о планах начала вывода американских войск из Афганистана в мае 2021 с завершением этого процесса к 11 сентября 2021 года. В этот же день решение о выводе войск «в течение нескольких следующих месяцев» приняли страны НАТО. В дальнейшем, отряды "Талибан" перешли в наступление и обстановка в стране осложнилась. 23 мая 2021 года Португалия завершила эвакуацию войск и участие в операции.
Однако после того, как 16 августа 2021 года силы талибов заняли Кабул, правительство Португалии приняло решение отправить в охраняемый войсками США международный аэропорт Кабула самолёт для эвакуации оставшихся в стране иностранных граждан и афганских беженцев. В Афганистан был отправлен военно-транспортный самолёт C-130 (с экипажем и четырьмя военнослужащими на борту для охраны самолёта на случай попытки его захвата после приземления), который забрал 24 беженцев (граждан Афганистана) и вечером 27 августа 2021 года доставил их на военный аэродром Лиссабона.

## Результаты
В военной операции на территории Афганистана приняли участие 4620 португальских военнослужащих. Потери португальского контингента составили двух военнослужащих погибшими и не менее 12 ранеными.
В перечисленные выше потери не включены потери «контрактников» сил коалиции (сотрудники иностранных частных военных и охранных компаний, компаний по разминированию, операторы авиатехники, а также иной гражданский персонал, действующий в Афганистане с разрешения и в интересах стран коалиции). Помимо работавших на территории Афганистана граждан Португалии, на португальский контингент ISAF работали местные контрактники - афганцы.
В перечисленные выше потери не включены сведения о финансовых расходах на участие в войне, потерях в технике, вооружении и ином военном имуществе португальского контингента в Афганистане.